# Supercoppa portoghese 2023 (pallavolo femminile)
La Supercoppa portoghese 2023, 22ª edizione della Supercoppa nazionale di pallavolo femminile, si è svolta il 5 ottobre 2023: al torneo hanno partecipato due squadre di club portoghesi e la vittoria finale è andata per la quinta volta al Leixões.

## Formula
La formula ha previsto una gara unica.

## Squadre partecipanti
| Squadra          | Qualificazione                         |
| ---------------- | -------------------------------------- |
| Leixões          | 3ª in Primeira Divisão 2022-23         |
| Sporting Lisbona | Vincitrice Coppa di Portogallo 2022-23 |

## Torneo
| 5 ottobre 2023 Pavilhão Santo Tirso, Santo Tirso Durata: 1h:34 - Spettatori: 1 124 | Sporting Lisbona | 0 - 3 | Leixões | 17-25, 21-25, 24-26 |